# División de Fuerza de Tarea de Interdicción Aérea, Antinarcótica y Antiterrorismo
La División de Análisis e Información Antinarcotica (DAIA), es la unidad policial en Guatemala para combatir el Narcotráfico.

## Funciones
a) Recopilar, procesar y analizar la información sobre narcoactividad y las redes de
narcotraficantes que operan en Guatemala y países vecinos donde su operatividad afecta a
nuestro país;
b) Investigar para establecer la veracidad de los hechos e individualizar a los sujetos del
delito, cuando sea consecuencia del narcotráfico;
c) Planificar y diseñar estrategias encaminadas a combatir y erradicar el cultivo, producción,
tráfico, almacenamiento, comercio, distribución y consumo ilícito de drogas, lavado de
dinero y otros activos derivado del narcotráfico;
d) Diseñar y ejecutar estrategias encaminadas a prevenir, investigar y combatir la comisión de
delitos o infracciones en las instalaciones portuarias, aeroportuarias, dependencias de
aduana, puestos fronterizos y en todo el territorio nacional;
e) Analizar, controlar y fiscalizar en coordinación con la Subdirección General de Investigación
Criminal y autoridades competentes, la información sobre el comercio y uso de sustancias
psicotrópicas, estupefacientes y precursores químicos;
f) Establecer y mantener intercambio de información y cooperación con organismos
homólogos nacionales e internacionales; y
g) Otras que le sean asignadas por el Director General de la Policía Nacional Civil de
conformidad con la ley.

## Historia
Podemos remontarnos a cuando existía la Guardia de Hacienda donde nace el combate al narcotráfico en ese entonces se llamaba DOAN (Departamento de Operaciones Anti-Narcóticos de la Guardia de Hacienda), posteriormente cuando nace la Policía Nacional Civil de Guatemala se continua con el mismo nombre; sin embargo dado a los escándalos en los que sus miembros estaban involucrados con el narcotráfico y perdida de Droga de las bodegas de la misma, se da un cambio de nombre de DOAN a SAIA (Servicio de Información y Análisis Antinarcotica), esto no solo para cambiarle el nombre sino también para darles una mejor preparación a los elementos, posteriormente entre 2005-2008 pasa a ser la Secretaria de Información y Análisis Antinarcótica este cambio de función del nombre se dio cuando estuvo a cargo del Ministerio de Gobernación Carlos Vielmann y a cargo de la Dirección General de la Policía Erwin Sperisen, en el 2009 se le cambia nuevamente el nombre de SAIA a DAIA División de Análisis e Información Antinarcótica.